# Liste der Mitglieder der Konzilskommission für die Liturgie des Zweiten Vatikanischen Konzils
Die Liste der Mitglieder der Konzilskommission für die Liturgie des Zweiten Vatikanischen Konzils enthält nach fünf Kriterien sortierbar sämtliche Mitglieder der von Papst Johannes XXIII. ernannten und von den Konzilsvätern am 20. Oktober 1962 gewählten Mitglieder der Konzilskommission für die Liturgie des Zweiten Vatikanischen Konzils.

## Liste
| Bild | Name                     | Titel, Position                                    | Ort                          | Position in der Kommission | Bemerkungen   |
| ---- | ------------------------ | -------------------------------------------------- | ---------------------------- | -------------------------- | ------------- |
|      | Arcadio María Larraona   | Kardinal                                           |                              | Präsident                  |               |
|      | Karel-Justinus Calewaert | Bischof von Gent                                   | Belgien                      | Mitglied, gewählt          |               |
|      | Cesario d’Amato          | OSB, Abt                                           | Rom, St. Paul vor den Mauern | Mitglied, gewählt          |               |
|      | Jesus Enciso Viana       | Bischof von Mallorca                               | Spanien                      | Mitglied, gewählt          |               |
|      | Francis Grimshaw         | Erzbischof von Birmingham                          | England                      | Mitglied, gewählt          |               |
|      | Paul Hallinan            | Erzbischof von Atlanta                             | Vereinigte Staaten           | Mitglied, gewählt          |               |
|      | Henri Jenny              | Weihbischof von Cambrai                            | Frankreich                   | Mitglied, gewählt          |               |
|      | Franciszek Jop           | Weihbischof von Breslau, Titularbischof von Daulia | Oppeln, Polen                | Mitglied, gewählt          |               |
|      | Giacomo Lercaro          | Kardinal, Erzbischof von Bologna                   | Italien                      | Mitglied, gewählt          |               |
|      | Joseph Malula            | Weihbischof von Leopoldville                       | Kongo                        | Mitglied, gewählt          |               |
|      | Joseph Martin            | Bischof von Nicolet                                | Kanada                       | Mitglied, gewählt          |               |
|      | Alfred Pichler           | Bischof von Banja Luka                             | Jugoslawien                  | Mitglied, gewählt          |               |
|      | Enrique Rau              | Bischof von Mar del Plata                          | Argentinien                  | Mitglied, gewählt          |               |
|      | Carlo Rossi              | Bischof von Biella                                 | Italien                      | Mitglied, gewählt          |               |
|      | Otto Spülbeck            | Bischof von Meißen                                 | Deutschland                  | Mitglied, gewählt          |               |
|      | Willem van Bekkum        | SVD, Bischof von Ruteng                            | Indonesien                   | Mitglied, gewählt          |               |
|      | Franz Zauner             | Bischof von Linz                                   | Österreich                   | Mitglied, gewählt          |               |
|      | Anselmo Albareda         | Kardinal                                           | Spanien, Kurie               | Mitglied, ernannt          | † 19. 7. 1966 |
|      | Willem Bekkers           | Bischof von ’s-Hertogenbosch                       | Niederlande                  | Mitglied, ernannt          |               |
|      | Enrico Dante             | Erzbischof, Sekretär der Ritenkongregation         |                              | Mitglied, ernannt          |               |
|      | Bernardo Fey Schneider   | Bischof von Potosí                                 | Bolivien                     | Mitglied, ernannt          |               |
|      | Paolo Giobbe             | Kardinal, Datar                                    | Italien, Kurie               | Mitglied, ernannt          |               |
|      | André Jullien            | Kardinal                                           | Frankreich, Kurie            | Mitglied, ernannt          |               |
|      | Ramón Masnou Boixeda     | Bischof von Vic                                    | Spanien                      | Mitglied, ernannt          |               |
|      | Jean Prou                | OSB, Abt von Solesmes                              | Frankreich                   | Mitglied, ernannt          |               |
|      | Peter Schweiger          | CMF, Generaloberer                                 | Deutschland                  | Mitglied, ernannt          |               |